# 260098 Staargyula
260098 Staargyula è un asteroide della fascia principale. Scoperto nel 2004, presenta un'orbita caratterizzata da un semiasse maggiore pari a 2,5588667 au e da un'eccentricità di 0,1332768, inclinata di 6,71675° rispetto all'eclittica.